# Chimaira
Chimaira (МФА: [kaɪˈmɪərə]) — американський метал-гурт з Клівленду, штат Огайо, який існував з 1998 по 2014 рік. Була представником Нової хвилі американського геві-металу. Музичний стиль гурту поєднує ґрув-метал з елементами металкору. Назву гурту взято з грецького написання слова «химера» (Χίμαιρα), видозмінивши англійське написання (Chimera).

## Біографія

### Ранні роки (1998—1999)
Chimaira був сформований впродовж 1998 року гітаристом Джейсоном Гейґаром та вокалістом Марком Гантером. Вони зв'язалися з друзями, та знайшли Джейсона Дженаро на роль ударника, та Ендрю Ермліка на роль басиста.
Коли вони вирішили взяти ще одного гітариста, Ермлік порадив взяти Роба Арнольда. Гурт в якому Роб грав на той час, розпався і гітарист міг повністю присвятити себе Chimaira.
Перший демо-запис гурт записав в 1999, впродовж якого вони змінили ударника на Ендолса Геррика.
Впродовж 1999 року гурт гастролював по Сполучених Штатах, тому Ендрю Ермлік скоро залишив гурт задля навчання в коледжі. На його місце прийшов Роб Лесняк.

### This Present DarknessтаPass out of Existence(2000—2002)
Зрештою, гурт записав свій перший мініальбом, під назвою This Present Darkness (укр. Ця справжня темрява), що був виданий в 2000 році. Окрилені успіхом EP, вони підписали угоду з Roadrunner Records і швидко записали дебютний альбом Pass out of Existence (укр. Покинути існування) в 2001, до цього часу басистом став Джим Ламарка. Невдовзі після виходу альбому гурт залишив Джейсон Гейґар, у зв'язку з тим, що він збирався стати батьком. На роль ритм-гітариста став Метт ДеВріс, з іншого місцевого гурту Ascendance.

### The Impossibility of Reason(2003—2004)
Гурт повернувся додому в кінці 2002, щоб розпочати написання їх наступного альбому, The Impossibility of Reason (укр. Неможливість пояснення). Після виходу цього альбому з гурту пішов ударник Ендолс Геррик.
Зрештою Chimaira запросили на роль ударника Рікі Евенсанда. Сам Евенсанд був зі Швеції і через проблеми з візою невдовзі покинув гурт. За порадою Керрі Кінга, гітариста гурту Slayer, Гантер звернувся до Кевіна Таллі, що грав до того в таких гуртах як Dying Fetus та Misery Index.

### Однойменний альбом (2005—2006)
В першому кварталі 2005 року, гурт закінчив роботу над записом наступного релізу і вирушили у наступний тур. Однойменний альбом, перший (і єдиний), що був записаний з Таллі, побачив світ в серпні 2005.

### Resurrection(2007—2008)
Їх наступний альбом Resurrection (укр. Воскресіння) вийшов 6 березня 2007, після розірвання контракту з Roadrunner Records, та підписання з Ferret Records. Також цей альбом першим з моменту повернення в гурт для Ендолса Геррика.

### The Infection(2009—2010)
Перед виходом альбому, на своїй вебсторінці гурт виклав короткі кліпи з майбутнього альбому, які були записані в Клівленді, штат Огайо з продюсером Беном Шігелем, котрий продюсував їх альбоми The Impossibility of Reason, та однойменний альбом. Новий альбом звався The Infection (укр. Інфекція). Датою виходу назвали 21 квітня 2009. На їх щорічному Chimaira Christmas Show, 30 грудня 2008, вони презентували нову пісню під назвою «Secrets of the Dead» (укр. Таємниці мертвих).
The Infection дебютував на 30 позиції в Billboard 200. Впродовж європейського туру, на місце Мета ДеВріса, котрий став батьком, Chimaira взяли Еміля Вестлера.
Наприкінці 2010, басист Джим ЛаМарка покинув гурт.

### The Age of Hell, нові зміни в колективі,Crown of Phantomsта розпад гурту (2011—2014)
Chimaira закінчили запис свого 6-го альбому в березні 2011 і планували його вихід на серпень 2011.
5 квітня 2011, клавішник Кріс Спікузза заявив про свій вихід з гурту. 13 числа, того ж місяця, ударник Ендольс Геррик, також виявив бажання покинути гурт Його попросили піти інші учасники гурту. Фактично, Ендолс не брав участі в житті гурту ще з грудня 2010, але це не оголошувалось аж до квітня. Його просили повернутися, але той відмовив, маючи бажання грати в інших музичних проєктах. Також він сказав, що попри це, вони залишаються друзями.
The Age Of Hell (укр. Вік аду) був виданий в США 16 серпня 2011. Фронтмен Марк Гантер зауважив, «Неможливо передати словами, чого коштувало записати цей альбом. Ми сподіваємось ви полюбите його як ми. Ввімкніть гучніше, це справжні Chimaira.»
В листопаді 2011, Марк Гантер заявив що Мет ДеВріс та Роб Арнольд підуть з Chimaira після Chimaira Christmas '11. Він також додав, що вони залишають гурт за сімейними обставинами.
Було оголошено, що на місце Роба Арнольда прийде Еміль Вестлер, поки Мет Злекта з Dirge Within і Джеремі Крімер з Dååth тимчасово замінять ритм- та бас-гітаристів.
29 грудня 2012 року Chimaira Christmas 13 показали нову пісню з майбутнього альбому 2013 року під назвою «I Dispise». Того ж дня на YouTube було додано офіційний тизер нового альбому під назвою Chimaira 2013. 18 квітня 2013 року гурт випустив відео-тизер на своєму YouTube-каналі, в якому розкривається назва альбому Crown of Phantoms і дата релізу — 30 липня 2013 року.
31 серпня 2014 року Еміль Верстлер пішов, щоб почати сольну кар'єру. Решта гурту спільно вирішили розлучитися.
4 вересня 2014 року вокаліст Марк Гантер оголосив про розпуск гурту після 15 років спільної роботи. Відповідне оголошення було розміщено на головній сторінці офіційного сайту.

### Возз'єднання

#### Різдвяне возз'єднання Chimaira 2017
Наприкінці 2017 року гітарист Роб Арнольд завантажив зображення із зображенням цифр «1514688300». Пізніше виявилося, що це мітка часу Unix дати й часу концерту возз'єднання гурту. 21 червня 2017 року ThePRP.com оголосив, що одноразове возз'єднання «класичного» складу гурту відбудеться 30 грудня 2017 року під час різдвяного заходу гурту Chimaira, коли виповнюється сім років з моменту виступу цього складу разом. Пізніше гурт поділився цією новиною на своїй офіційній сторінці у Facebook, підтвердивши цю новину.
15 грудня було оголошено, що барабанщик Ендолс Геррик більше не братиме участь у концерті через проблеми зі здоров'ям, і що колишній барабанщик Chimaira Остін Д'Амонд замінить його

#### Скасоване різдвяне возз'єднання Chimaira 2020
14 жовтня 2020 року Арнольд розповів, що Chimaira почала планувати ще одне шоу возз'єднання; Chimaira Christmas 2020. Однак через пандемію COVID-19 ці плани призупинили. «[Шоу] було замовлено, але про нього ще не було оголошено. Ми не збиралися оголосити про це, можливо, до середини літа». Арнольд не вагався сказати, що гурт живий, але сказав, що він «безумовно прокинувся і був готовий до появи». Арнольд також сказав, що обговорювали створення нової музики, що рифи були передані, але жодних повних пісень не було завершено, і не було найближчих планів щодо запису чи випуску нового альбому.

#### Возз'єднання 2023
13 грудня 2022 року гурт оголосив про два реюніон-шоу, які відбудуться в травні 2023 року на честь 20-річчя The Impossibility of Reason. Через п'ять місяців їхній обліковий запис в Instagram опублікував зображення логотипу гурту з «XXV» посередині, потенційно натякаючи на 25-ту річницю.

## Склад гурту

### Останній склад
- Марк Гантер — фронтмен (1998—2014)
- Остин Д'Амонд — ударні (2011—2014)
- Сін Заторскі — клавішні, синтезатор, бек-вокал (2011—2014)
- Еміль Вестлер — соло-гітара (2012—2014), бас-гітара (2010—2011), ритм-гітара (2009)
- Джеремі Крімер — бас-гітара (2008, 2012—2014)
- Мет Злекта — ритм-гітара (2012—2014)

### Колишні учасники
- Роб Арнольд — соло-гітара, бас (1999—2011)
- Кріс Спікузза — клавішні, синтезатор, бек-вокал (2000—2011)
- Мет ДеВріс — ритм-гітара (2001—2011)
- Ендолс Геррик — ударні (1999—2003, 2006—2011)
- Джим ЛаМарка — бас-гітара (2000—2008, 2008—2010)
- Кевін Таллі — ударні (2004—2006)
- Річард Евенсленд — ударні (2003—2004)
- Джейсон Гейґер — соло-гітара (1998—1999) ритм-гітара (1999—2001)
- Роб Лесняк — бас-гітара (1999—2000)
- Ендрю Ермлік — бас-гітара (1998—1999)
- Джейсон Дженаро — ударні (1998)

## Дискографія

### Студійні альбоми
- Pass Out of Existence (2001)
- The Impossibility of Reason (2003)
- Chimaira (2005)
- Resurrection (2007)
- The Infection (2009)
- The Age of Hell (2011)
- Crown of Phantoms (2013)

### Мініальбоми
- This Present Darkness (2000)
- The Age of Remix Hell (2011)

### Відео
- The Dehumanizing Process (2004)
- Coming Alive (2010)